# Dalis Car
Pour les articles homonymes, voir Dalis.
Dalis Car est un groupe de post-punk britannique, originaire d'Angleterre. Il est formé par Peter Murphy (chanteur), Mick Karn (bassiste, pianiste, guitariste, saxophoniste) et Paul Vincent Lawford (batteur) en 1984. Peu de temps après que Murphy et Karn eurent quitté leurs groupes précédents (Bauhaus  et Japan, respectivement), ils enregistrent l'album The Waking Hour, et sortent un single, The Judgement is the Mirror.  

## Biographie
Le groupe est formé peu après le départ de Murphy et Karn de leurs anciens groupes (Bauhaus  et Japan, respectivement). Leur nom s'inspire de l'album Trout Mask Replica de Captain Beefheart.
À l'origine, le groupe enregistre un album studio, The Waking Hour (UK No. 84), et publie un single, The Judgement is the Mirror (UK No. 66). La couverture de l'album reprend un détail du tableau Daybreak de Maxfield Parrish. L'enregistrement de l'album se déroule dans des circonstances inhabituelles, en effet ni Karn, ni Murphy ne voulaient passer leur temps ensemble en studio. Ils préfèrent donc s'envoyer mutuellement les cassettes afin de travailler seuls. L'album, une succession de sons au synthétiseur et de basses est un échec commercial et le duo se sépara rapidement. Dalis Car s'est offert un caméo de Bela Lugosi dans l'un de leurs clips.
En août 2010, Peter Murphy annonce sur Twitter un retour du groupe en studio avec Karn en septembre pour un deuxième album de Dalis. Le projet tourne court, cependant, car Karn est diagnostiqué d'un cancer. Il meurt le 4 janvier 2011, mettant ainsi un terme à ce retour. Les morceaux enregistrés — dont une réédition de Artemis depuis The Waking Hour avec nouvelles pistes au chant, guitare, et batterie, rebaptisée Artemis Rise — sont publiés le 5 avril 2012 comme EP intitulé InGladAloneness. Ils sont mixés par Steve Jansen, masterisés par Pieter Snaper à Istanbul et la couverture est réalisée par Murphy avec Thomas Bak basée sur une peinture de Jarosław Kukowski.